# 霸海皇英
《霸海皇英》，是臺灣漫畫家韋宗成的政治漫畫作品。
本作在2016年8月27日在臺北市爭艷館舉行的第28屆開拓動漫祭上首賣，繼承《馬皇降臨》的一貫風格惡搞多位政治人物，加上販售相關週邊造成話題，成為媒體的焦點，銷售亦十分理想。

## 製作
漫畫家韋宗成透露，在繪製《馬皇降臨》時，故事主軸是以總統選舉輪替之前，臺灣發生的種種事件來做惡搞，並非描述總統候選人的事蹟或生平，所以並不會出版《馬皇降臨2》、而這本《霸海皇英》的製作方式與前者相同。
預計將在2016年8月底在FF28首賣。

## 登場人物
註：以下角色部分帶有漫畫中官方設定的外號，【】內是角色影射的現實人物。

### 主要人物
- 瑛【蔡英文】

- 騜【馬英九】

- 克利絲汀．青【周美青】

- 黑鮪硬漢 蘇嘉權【蘇嘉全】

- 川林北腿 蔣芥石 【蔣介石】

- 東瀛霸者 李登揮 【李登輝】

- 八面玲瓏 王京平 【王金平】

- 內地海豚 白義  【吳敦義】

- 扶搖直上 江 【江宜樺】

- 神龍太子 朱力輪 【朱立倫】

- 擎天紅柱 洪琇柱 【洪秀柱】

- 聖殿騎士 陳劍仁 【陳建仁】

- 智慧燈光 蘇偵菖 【蘇貞昌】

- 萬年小喬 科劍明 【柯建銘】

- 打狗女霸 陳局 【陳菊】

- 南台仁醫 賴清得 【賴清德】

- 中台黑龍 鄰家龍 【林佳龍】

- 桃源都督 正文燦 【鄭文燦】

- 無黨騎士 柯文折 【柯文哲】

- 時力戰神 黃國菖 【黃國昌】

- 閃靈詠唱 林場左 【林昶佐】

- 口罩戰姬 紅詞雍 【洪慈庸】

- 向陽陣線 林非凡 【林飛帆】

- 陷陣襲奶 陳違停 【陳為廷】

- 後山電磁砲 美琴 【蕭美琴】

- 東台縱走 賴昆程 【賴坤成】

- 公投鐵男 蔡同容 【蔡同榮】

- 拆輪前鋒 王亦鎧 【王奕凱】

- 貓裡館主 怪手王 【劉政鴻】

- 貓空鐵漢 郝瀧冰 【郝龍斌】

- 福華孝子 薛鄉穿 【薛香川】

- 祭止兀 【蔡正元】

- 俚語噴泉 謝隆界 【謝龍介】

- 野台唱將 王柄衷 【王炳忠】

- 素人自拍 侯翰亭 【侯漢廷】

- 白鬚長老 估寬閔 【辜寬敏】

#### 中國大陸方面
- 慶豐大帝 習禁評 【習近平】
- 赤紅雪蛤 江嘖民 【江澤民】
- 國務總理 李強 【李克強】
- 魔法少女 俞政生 【俞正聲】
- 北角扛覇 黎胖子 【黎智英】
- 梁正嬰 【梁振英】

#### 外國方面
- 黑人統領 歐八馬 【奧巴馬】

- 希拉利 【希拉莉】

- 安倍進三 【安倍晉三】

- 波多也解衣 【波多野結衣】

## 外部連結
- （繁體中文）《霸海皇英》宣傳頁 （页面存档备份，存于）